# Pacto de Tregua entre Bolivia y Chile de 1884
El Pacto de Tregua de 1884 o Tratado de Valparaíso fue un acuerdo permanente y próspero en el tiempo que puso fin a las hostilidades entre Bolivia y Chile por la Guerra del Pacífico. Fue firmado en la ciudad de Valparaíso, el 4 de abril de dicho año.
El pacto no hace mención del territorio ubicado entre los paralelos 23°S y 24°S, de lo que se desprende que Bolivia aceptó la reivindicación chilena de esa franja de territorio.
El tratado estableció ocho artículos:
1. Tregua de duración indefinida. Rescisión del pacto debe ser anunciada con un año de anticipación.
2. Bolivia acepta la administración chilena del territorio entre el paralelo 23°S y el río Loa
3. Restitución de bienes confiscados a chilenos e indemnización por daños y pérdidas
4. En caso de desavenencia en el monto de los pagos a efectuar por el punto anterior se nombrará una comisión para resolver los casos
5. Comercio libre de aranceles para productos propios de ambos países
6. La aduana chilena cobrará en Arica los aranceles de importación para los productos destinados a Bolivia. De la recaudación se desviarán los montos necesarios para la administración y el pago de las indemnizaciones según el artículo tercero
7. No se permitirá la violación del presente tratado por autoridades locales
8. Las partes se comprometen a gestionar el tratado de paz definitivo